# Guido Conti
Guido Conti (Parma, 24 gennaio 1965) è uno scrittore italiano.

## Biografia
Ha esordito nell'antologia Papergang, facente parte del progetto "Under 25", a cura di Pier Vittorio Tondelli (Transeuropa, 1990) con il racconto Notti d'estate; ha pubblicato i suoi primi racconti sulla rivista il ClanDestino.
Fondatore della rivista letteraria Palazzo Sanvitale è stato direttore editoriale della casa editrice Monte Università Parma (MUP) fino a dicembre 2010. 
Il suo stile abbina descrizioni realistiche degli ambienti e delle atmosfere padane con suggestioni surreali legate all'immaginario della sua terra. 
La sua attività editoriale comprende la promozione della lettura e della scrittura.
Interessante il carteggio fra Cesare Zavattini ed Attilio Bertolucci ricordato in Un'amicizia lunga una vita. Carteggio 1929-1984. 
Ha vinto il premio Hemingway per la critica 2008 con Giovannino Guareschi, biografia di uno scrittore.
Ha pubblicato una ventina di testi in print on demand per la scuola ed insegna tecniche della scrittura.
Ha ideato per due anni dal 1995 "I Nuovi selvaggi, Ricomincia il racconto, le condizioni del narrare oggi", seguito, l'anno dopo, da "La vita della letteratura è la vita dell'editoria?" in collaborazione con l'editore Guaraldi di Rimini.
Dal 2003 al 2009 insieme al Comune di Parma ha organizzato "Inchiostri d'autore" con personaggi e protagonisti della cultura nazionale di oggi. 
È stato uno dei fondatori del Festival del racconto di Carpi che si svolge nel primo fine settimana di ottobre a Carpi.
Nel 2007 ha progettato per il comune di Casalmaggiore gli incontri di Casalmaggiorenarra.
Nel dicembre del 2009, a Viadana, ha avuto il titolo di Governatore Ellittico presso il Collegio di Patafisica. Tiene corsi di aggiornamento per insegnanti e corsi sulla creatività nelle aziende. È docente di scrittura creativa presso il Master "Web Communication& Social Media" dell'Università di Parma.
Le sue opere hanno meritato numerosi riconoscimenti: il Premio letterario Piero Chiara nel 1998; il Premio Stresa 1998; il Premio Selezione Campiello 1999; il Premio Frignano 2005; il Premio Fiesole Narrativa Under 40 2004; il Premio Settembrini per il racconto 2004; il Premio Nazionale Letterario Pisa e il Premio Carlo Levi 2013. Inoltre è arrivato finalista al Premio Dessì 2007.  Nel 2018 ha ricevuto il premio Emiilio Lussu alla carriera.

## Opere
- Della pianura e del sangue (Guaraldi, 1995)
- Sotto la terra il cielo (Guaraldi, 1996)
- Il coccodrillo sull'altare (Guanda, 1998)
- I cieli di vetro (Guanda, 1999)
- Il taglio della lingua (Guanda, 2000)
- Cesare Zavattini, Dite la vostra, a cura di Guido Conti, (Guanda, 2002)
- La piena e altri racconti (Monte Università Parma, 2003)
- Tre bambini nella nebbia (Monte Università Parma, 2004)
- Un medico all'opera (Guanda, 2004)
- Il tramonto sulla pianura (Guanda, 2005)
- La palla contro il muro (Guanda, 2007)
- Giovannino Guareschi, Biografia di uno scrittore (Rizzoli, 2008) (Premio Hemingway per la critica letteraria)
- Le mille bocche della nostra sete (Mondadori, 2010) (Tradotto nei Paesi Bassi e Spagna)
- Il grande fiume Po: una storia da raccontare (Mondadori, 2012)
- Il volo felice della cicogna Nilou (Rizzoli, 2014)
- Arrigo Sacchi Calcio totale La mia vita raccontata a Guido Conti (Mondadori 2015)
- Nilou e i giorni meravigliosi dell'Africa, (Rizzoli, 2015)
- Tra la via Emilia e il Po, Geografie letterarie e topografie immaginarie tra il Po e la via Emilia (Libreria Ticinum Editore, 2015)
- La profezia di Cittastella, (Mondadori, 2016)
- Imparare a scrivere con i grandi, (Bur Rizzoli, 2016)
- Nilou e le avventure del coraggioso Hadì (Libreria Ticinum Editore, 2018)
- Quando il cielo era il mare e le nuvole balene (Giunti, 2018)
- Cesare Zavattini a Milano (1929-1939) Letteratura, Rotocalchi, Radio, Fotografia, editoria, fumetti, cinema, pittura (Libreria Ticinum Editore, 2019)
- Parma, la città d'oro 1200-2020 (Libreria Ticinum Editore, 2020)
- Un giorno tornerò da te, (Libreria Ticinum Editore, 2020)
- Notti magiche in città, con illustrazioni dell'autore, (Libreria Ticinum editore, 2021)
- L'oro della terra, in collaborazione con la fotografa Marzia Lodi, testo inglese a fronte, (Libreria Ticinum editore, 2022)
- La siccità, (Bompiani, 2023)
- App-prendere, dieci lezioni per imparare a leggere e scrivere con il web (Libreria Ticinum editore, 2024)
- Citazioni/riscritture, catalogo della mostra presso il Municipio di Colorno (Libreria Ticinum editore, 2025)
- Io mi chiamo Eleda e il mio nome non ce l'ha nessuno, 33 biografie (Libreria Ticinum editore, 2025)
- Zavattini AZ, (Electa, Milano, 2025).
- Citazioni, riscritture, Catalogo della mostra, Municipio di Colorno, 10 maggio-30 giugno 2025 (Libreria Ticinum editore, 2025)

## Mostre illustratore - pittore
Nada, Presso Muvi (Musei di Viadana), Mantova, 2010.
Il volo felice della cicogna Nilou, Casalmaggiore, Cremona, aprile del 2015.
Il volo felice della cicogna Nilou, Montesegale, Pavia, giugno del 2015.
Nilou, e i giorni meravigliosi dell'Africa, Libreria Mondadori, Parma, 2015.
Guido Conti illustratore, Istituto Istruzione Superiore "A.Cesaris", Casalpusterlengo, 2018.
Mostri in mostra, disegni e sculture, con Ettore Nicotra, Cigognola, Pavia, maggio 2021.
Metamorfosi, 80 disegni, Biblioteca Cantonale Lugano, Marzo 2024.
Scritture immagini, mostra collettiva, a cura di Amedeo Anelli, Istituto Istruzione Superiore "A.Cesaris", Casalpusterlengo, 2024.
Scritture immagini, mostra collettiva, a cura di Amedeo Anelli, Istituto Istruzione Superiore "A.Cesaris", Casalpusterlengo, 2024.
Citazioni, riscritture, Palazzo Municipale di Colorno, 10 maggio-30 giugno 2025.

## Cataloghi fuori commercio
Indagine su Ligabue, testi e disegni di Guido Conti, Libreria Ticinum editore, 2020
Pagine di un teatro alchemico, 50 illustrazioni dedicate a Franco Maria Ricci, Libreria Ticinum Editore, 2021